# Frans af Bourbon-Vendôme
Frans af Bourbon-La Marche (Frans 1., greve af Vendôme), (født 1470, død 30. oktober 1495), var en fransk adelsmand.
Han var søn af Jean 8. af Bourbon-Vendôme og Isabelle de Beauveau. 
Han var en tro tilhænger af Anne de Beaujeu (fransk prinsesse og regentinde) og kong Karl 8. af Frankrig.
I 1487 giftede Frans sig med  Marie af Luxemburg. 
Parret fik seks børn. Sønnen Karl af Vendôme (1489-1537) blev hertug af Vendôme. Han blev også oldefar til kong Henrik 4. af Frankrig (1553-1610). Datteren Antoinette de Bourbon (1493-1583) blev gift med Claude af Guise. Deres oldedatter Marie Stuart (1542-1587) blev dronning af Skotland. 